# Urgleptes nigridorsis
Urgleptes nigridorsis là một loài bọ cánh cứng trong họ Cerambycidae.